# Барбара Лоуренс
Барбара Джо Лоуренс (англ. Barbara Jo Lawrence; нар. 24 лютого 1930, Карнегі, Оклахома, США — пом. 13 листопада 2013, Лос-Анджелес, Каліфорнія, США) — американська акторка, письменниця і модель. Володарка зірки на голлівудській «Алеї слави».

## Біографія
Барбара Джо Лоуренс народилася в місті Карнегі, штат Оклахома, в сім'ї Берніс Ітон і Морріса Лоуренсів. Вона є прямим нащадком Френсіса Ітона, який прибув до Америки на «Мейфлавері». У 10 років вона разом з матір'ю переїхала в Каліфорнію, де в 1942 році завоювала титул «Маленька міс Каліфорнія».
Свою кар'єру Лоуренс почала в підлітковому віці, працюючи фотомоделлю. Вперше в кіно вона знялася в 1945 році у стрічці «Diamond Horseshoe», а її друга роль у фільмі «Margie» (1946) справила сильне враження на критику. У 1947 році Лоуренс зіграла Луїзу де Карвахаль в історико-пригодницькому фільмі «Капітан з Кастільї» з Тайроном Пауером у головній ролі.
Закінчуючи навчання в Каліфорнійському університеті, вона привернула увагу мисливців за талантами й незабаром вже знімалася у фільмах компанії 20th Century Fox, зокрема «Ти призначався для мене», «Give My Regards to Broadway», «Вулиця без назви» (всі 1948), «Лист трьом дружинам» і «Шосе крадіїв» (обидва 1949). На початку 1950-х вона знялася у фільмах компанії Universal «Пеггі» (1950) і «А ось і Нельсони» (1952).
Після переходу в компанію MGM Лоуренс знялася разом з Гіг Янгом в 3D-фільмі «Арена» (1953), а також у фільмі «Її дванадцять чоловіків» (1954) з Грір Гарсон у головній ролі. В 1955 році виконала роль Герті Каммінгс в кіноверсії бродвейської постановки «Оклахома!». У 1957 році вона знялася в класичному фантастичному фільмі «Кронос», де її партнером був Джефф Морроу. Хоча фільм не отримав високих оцінок від критики, він привернув увагу своєрідністю сюжету і спецефектами. Між 1958 і 1962 роками Лоуренс знялася в чотирьох епізодах телесеріалу «Перрі Мейсон».
У 1962 році Лоуренс вирішила закінчити акторську кар'єру. Пізніше вона стала письменницею, публіцисткою й агентом з нерухомості в Беверлі-Хіллз.
Барбара Лоуренс померла від ниркової недостатності 13 листопада 2013 року, у віці 83, в Лос-Анджелесі, штат Каліфорнія, проте про її смерть не повідомлялося до 3 січня 2014 року.

### Особисте життя
У січні 1947 року Лоуренс одружилася з актором Джоном Форрестом Фонтейном, більш відомим під псевдонімом Джеффрі Стоун, проте через півтора року шлюб розпався.
У 1951—1957 роках Лоуренс була одружена з Джонні Мерфі, від якого народила двох дітей.
У 1961 році Лоуренс пошлюбила Лестера Р. Нельсона, народила двох дітей. У 1976 році вони розлучилися.

## Вибрана фільмографія
| Рік       |   | Українська назва    | Оригінальна назва     | Роль                                                     |
| --------- | - | ------------------- | --------------------- | -------------------------------------------------------- |
| 1947      | ф | Капітан із Кастилії | Captain from Castile  | Луїза де Карвахаль                                       |
| 1949      | ф | Шосе крадіїв        | Thieves' Highway      | Поллі Фейбер                                             |
| 1952      | ф | А ось і Нельсони    | Here Come the Nelsons | Барбара Шутцендорф                                       |
| 1958—1962 | с | Перрі Мейсон        | Perry Mason           | Еллен Ворінг, Глорія Бартон, Лорі Стоунер, місіс Тейлман |